# 吉野竜平
吉野 竜平（よしの りょうへい、1982年 - ）は、日本の映画監督、脚本家。神奈川県横須賀市出身。横須賀学院高等学校、法政大学卒業。

## 略歴
法政大学在学中にニューシネマワークショップにて映画制作を始める。卒業制作である『月のかげ』が京都国際学生映画祭で観客賞を受賞する。
大学卒業後、日本映画学校にて撮影照明技術を専攻。長編監督作品『あかぼし』、『スプリング、ハズ、カム』は東京国際映画祭に出品される。

## 主な作品

### 映画
- あかぼし（英語版）（2012年） - 監督・脚本・製作・編集
- スプリング、ハズ、カム（2017年） - 監督・脚本・編集　※脚本は本田誠人と共同
- 四月の永い夢（2018年） - 共同脚本　※中川龍太郎と共同
- ミゾロギミツキを探して（2018年） - 監督・脚本・編集
- 君は永遠にそいつらより若い（2021年） - 監督・脚本
- ファンファーレ（2023年） - 監督・脚本・編集

### 短編映画
- はなさか（2005年） - 監督
- 月のかげ（2007年） - 監督

### テレビドラマ
- Lighthouse（2017年） - 脚本　※鈴木智也と共同